# Louis Ravet
Pour les articles homonymes, voir Ravet.
Louis Ravet (ou plus rarement Henri Ravet), né  dans le 1er arrondissement de Paris le 14 juin 1870 et mort à Joinville-le-Pont le 7 avril 1933, est un acteur français de théâtre et de cinéma de la période du cinéma muet.

## Biographie
Élève de Got au Conservatoire de 1890 à 1895.
1893 : deuxième accessit de comédie.
1894 : premier accessit de comédie.
1895 : deuxième prix de comédie, premier accessit de tragédie.

Il fut pensionnaire du théâtre de l'Odéon de 1895 à 1899, puis de la Comédie-Française de 1899 à 1919.

## Théâtre
- 1894 : L'Image de Maurice Beaubourg, mise en scène Aurélien Lugné-Poë, Théâtre des Bouffes du Nord
- 1899 : La Mioche de Jules Mary, Théâtre de l'Ambigu-Comique
- 1899 : Le Roi des mendiants de Jules Dornay et Arthur Arnould, Théâtre de l'Ambigu-Comique
- 1899 : Le Coupable de Jules de Marthold d'après François Coppée, Théâtre de l'Ambigu-Comique
- 1899 : Les Chevaliers du brouillard d'Adolphe d'Ennery et Ernest Bourget, Théâtre de l'Ambigu-Comique

### Carrière à la Comédie-Française
- 1901 : Phèdre de Jean Racine : Théramène
- 1901 : Bérénice de Jean Racine : Arsace
- 1901 : L’Énigme de Paul Hervieu : Laurent
- 1901 : Andromaque de Jean Racine : Phoenix
- 1902 : La Petite Amie d'Eugène Brieux : M. Radety
- 1902 : Le Passé de Georges de Porto-Riche : Béhopé
- 1902 : Ruy Blas de Victor Hugo
- 1902 : Phèdre de Jean Racine : Thésée
- 1902 : Mithridate de Jean Racine : Arbate
- 1903 : Les affaires sont les affaires d'Octave Mirbeau : Le jardinier-chef
- 1903 : Bérénice de Jean Racine : Paulin
- 1904 : Le Barbier de Séville de Beaumarchais : L'alcade
- 1904 : Iphigénie de Jean Racine : Ulysse
- 1905 : Bajazet de Jean Racine : Osmin
- 1905 : Don Quichotte de Jean Richepin d'après Miguel de Cervantès : L'archer
- 1906 : Hernani de Victor Hugo : Lutzelbourg
- 1906 : Paraître de Maurice Donnay : Eugène Raidzell
- 1906 : La Mort de Pompée de Pierre Corneille : Achillas
- 1906 : Nicomède de Pierre Corneille : Flaminius
- 1906 : La Courtisane d'André Arnyvelde : Un ouvrier
- 1906 : Poliche d'Henry Bataille
- 1907 : L'Anglais tel qu'on le parle de Tristan Bernard
- 1907 : Polyeucte de Pierre Corneille
- 1907 : Électre d'Alfred Poizat d'après Sophocle
- 1907 : Marion de Lorme de Victor Hugo : Le Taillebas
- 1907 : Chacun sa vie de Gustave Guiches et Pierre-Barthélemy Gheusi
- 1908 : Les Deux Hommes d'Alfred Capus
- 1908 : Le Foyer d'Octave Mirbeau et Thadée Natanson
- 1909 : La Furie de Jules Bois : Lycaon
- 1909 : Le Mariage de Figaro de Beaumarchais : Bazile
- 1910 : Athalie de Jean Racine : Abner
- 1911 : Cher maître de Fernand Vandérem : Grelu
- 1911 : Iphigénie de Jean Racine, mise en scène Jules Truffier : Ulysse
- 1912 : Le Ménage de Molière de Maurice Donnay
- 1912 : L'Embuscade de Henry Kistemaeckers
- 1912 : Le Mariage forcé de Molière
- 1912 : Antony d'Alexandre Dumas
- 1912 : Athalie de Jean Racine : Mathan
- 1914 : Sophonisbe d'Alfred Poizat
- 1916 : Athalie de Jean Racine : Nabal
- 1917 : Dom Juan ou le Festin de pierre de Molière, mise en scène Raphaël Duflos : Gusman
- 1917 : Britannicus de Jean Racine : Narcisse
- 1918 : Lucrèce Borgia de Victor Hugo : Rustighello
- 1918 : Esther de Jean Racine, mise en scène Émile Fabre : Hydaspe
- 1919 : Esther de Jean Racine, mise en scène Émile Fabre : Aman

## Filmographie partielle
- 1908 : Le Burgrave, légende du Rhin de Maurice de Féraudy
- 1908 : Samson d'Albert Capellani,Henri Andréani et Ferdinand Zecca
- 1909 : La Part du pauvre de J.-H. Rosny aîné
- 1909 : L'Aïeul d'Edmond Bureau-Guéroult
- 1909 : La Mort de Bahier et louis Feuillade
- 1909 : L'Œuvre de Jacques Serval de Michel Carré : Antonio
- 1909 : La Fille de Shylock de Maurice de Féraudy
- 1910 : David et Goliath de Henri Andréani : Goliath
- 1910 : La Tragique aventure de Robert le Taciturne, duc d'Aquitaine de Henri Andréani et Ferdinand Zecca : Robert le Taciturne
- 1910 : La Fin de Charles le Téméraire de Georges Denola
- 1910 : Grandeur d'âme de Henri Andréani : Le duc de Roher
- 1910 : Messaline de Henri Andréani et Ferdinand Zecca
- 1910 : Le Trimardeur (ou Le gendarme sauve le voleur), de Georges Denola
- 1910 : La Libératrice de Georges Monca
- 1911 : Polyeucte de Camille de Morlhon
- 1911 : La Momie d'Albert Capellani et Henri Desfontaines
- 1911 : L'Aigle des roches de Michel Carré
- 1911 : Le Courrier de Lyon ou L'Attaque de la malle-poste d'Albert Capellani
- 1911 : Paillasse de Camille de Morlhon : Paillasse
- 1911 : Bonaparte et Pichegru - 1804 de Georges Denola : Pichegru
- 1911 : Une conspiration sous Henri III de Camille de Morlhon : Comte de Rancy
- 1911 : Robert Bruce, épisode des guerres de l'indépendance écossaise d'Albert Capellani
- 1911 : Le Visiteur de René Leprince
- 1911 : L'Homme au grand manteau de Georges Denola
- 1912 : La Femme fatale
- 1912 : Le Supplice d'une mère d'Adrien Caillard  et Henri Pouctal
- 1912 : La fièvre de l'or de René Leprince et Ferdinand Zecca : Le banquier Lefort
- 1913 : Cœur de femme de René Leprince et Ferdinand Zecca : Clédat père
- 1913 : Le Fils de Lagardère de Henri Andréani : Cocardasse
- 1913 : Les Pauvres de Paris de Georges Denola
- 1913 : L'aiglon de Émile Chautard
- 1914 : La Lutte pour la vie de René Leprince et Ferdinand Zecca
- 1916 : Cœur de Française de Gaston Leprieur
- 1918 : L'Espionne
- 1919 : Pour l'amour de Winie de Gaston Leprieur
- 1920 : L'Hirondelle et la mésange d'André Antoine : Pierre van Groot
- 1922 : L'Arlésienne d'André Antoine : Balthazar
- 1927 : La Passion de Jeanne d'Arc de Carl Theodor Dreyer : Jean Beaupère
- 1928 : L'Arpète de E.B. Donatien : Bernard
- 1929 : Fécondité de Nicolas Evreinoff et Henri Étiévant : le cousin Beauchêne
- 1932 : Histoires de rire de Jean Boyer (court métrage) dans le sketch : Neiges Canadiennes
- 1932 : Pour vivre heureux de Claudio Della Torre